# Mario Abdo Benítez
Mario Abdo Benítez (Asunción, 30 novembre 1971) è un politico e imprenditore paraguaiano, Presidente del Paraguay dal 15 agosto 2018 al 15 agosto 2023. In precedenza è stato senatore (dal 2013 al 2018) e presidente del Senato del Paraguay (2015 al 2016).

## Biografia
Nato nel novembre 1971 ad Asunción, Mario Abdo Benítez jr. è figlio di Mario Abdo Benítez sr., segretario personale del generale Alfredo Stroessner, che ha governato il Paraguay per 35 anni, dal 1954 al 1989, e di Ruth Benítez Perrier. Suo padre, i cui antenati erano libanesi,  apparteneva al "quartetto d'oro", il nome dato ai quattro uomini forti della giunta di Stroessner..
Mario Abdo Benítez jr. ha fatto parte della "gioventù dorata" del Paese. Ha studiato nel prestigioso collegio San Andrés, quindi a 16 anni si è trasferito negli Stati Uniti dove si è laureato in marketing alla Post University, una università privata nel Connecticut.  Nel 1989 si arruolò nelle Forze Armate paraguaiane, ottenendo il grado di Sottotenente dell'Aviazione di Riserva e fu a sua volta nominato paracadutista dal Comando dell'Aeronautica Militare.

## Carriera
I suoi primi passi in politica furono nel 2005 come membro del movimento di ricostruzione nazionale repubblicano. Successivamente è stato membro del movimento Pace e Progresso e ha ottenuto la vicepresidenza del Partito Colorado. Nel giugno 2015 è stato eletto presidente del Senato del Paraguay.
Abdo Benítez ha dovuto affrontare critiche per il suo rapporto con la dittatura militare di Alfredo Stroessner, poiché suo padre era il segretario privato del dittatore. Quando Stroessner morì nel 2006, Abdo Benítez fu uno dei portatori della bara al suo funerale a Brasilia e in seguito propose che il consiglio di amministrazione del Partito Colorado rendesse omaggio a Stroessner. La fortuna che possiede Abdo Benítez è stata ereditata da suo padre, che dopo la caduta della dittatura fu perseguito per arricchimento illecito, ma il caso alla fine fu archiviato. Abdo Benítez ha affermato che, pur credendo che Stroessner "fece molto per il Paese", ha anche chiarito che non condona le violazioni dei diritti umani, la tortura e la persecuzione commesse durante il regime.

## Presidente del Paraguay

### Elezioni
Nel dicembre 2017, Abdo Benítez ha vinto le primarie presidenziali del Partito Colorado sconfiggendo l'ex ministro delle Finanze Santiago Peña con 564.811 voti (50,93%) contro 480.114 (43,29%).  Nell'aprile 2018, Abdo Benítez ha vinto le 
elezioni generali del 2018 con il 46,46% dei voti contro il 42,73% del candidato del Partito Liberale Radicale Autentico Efraín Alegre. All'età di 46 anni Benítez divenne, con un margine di appena un mese rispetto a Nicanor Duarte, il più giovane presidente del Paraguay da quando Alfredo Stroessner, a 41 anni, assunse il potere nel 1954.
Abdo Benítez è stato insediato come presidente il 15 agosto 2018. Il suo predecessore Horacio Cartes, con il quale era in conflitto, non era presente alla cerimonia.

### Politica interna
Ha sostenuto la riforma del sistema giudiziario, considerato corrotto. Come il suo avversario alle elezioni Alegre, si oppone alla legalizzazione dell'aborto e del matrimonio tra persone dello stesso sesso, pur dichiarandosi "aperto" a un "dibattito" sull'aborto.

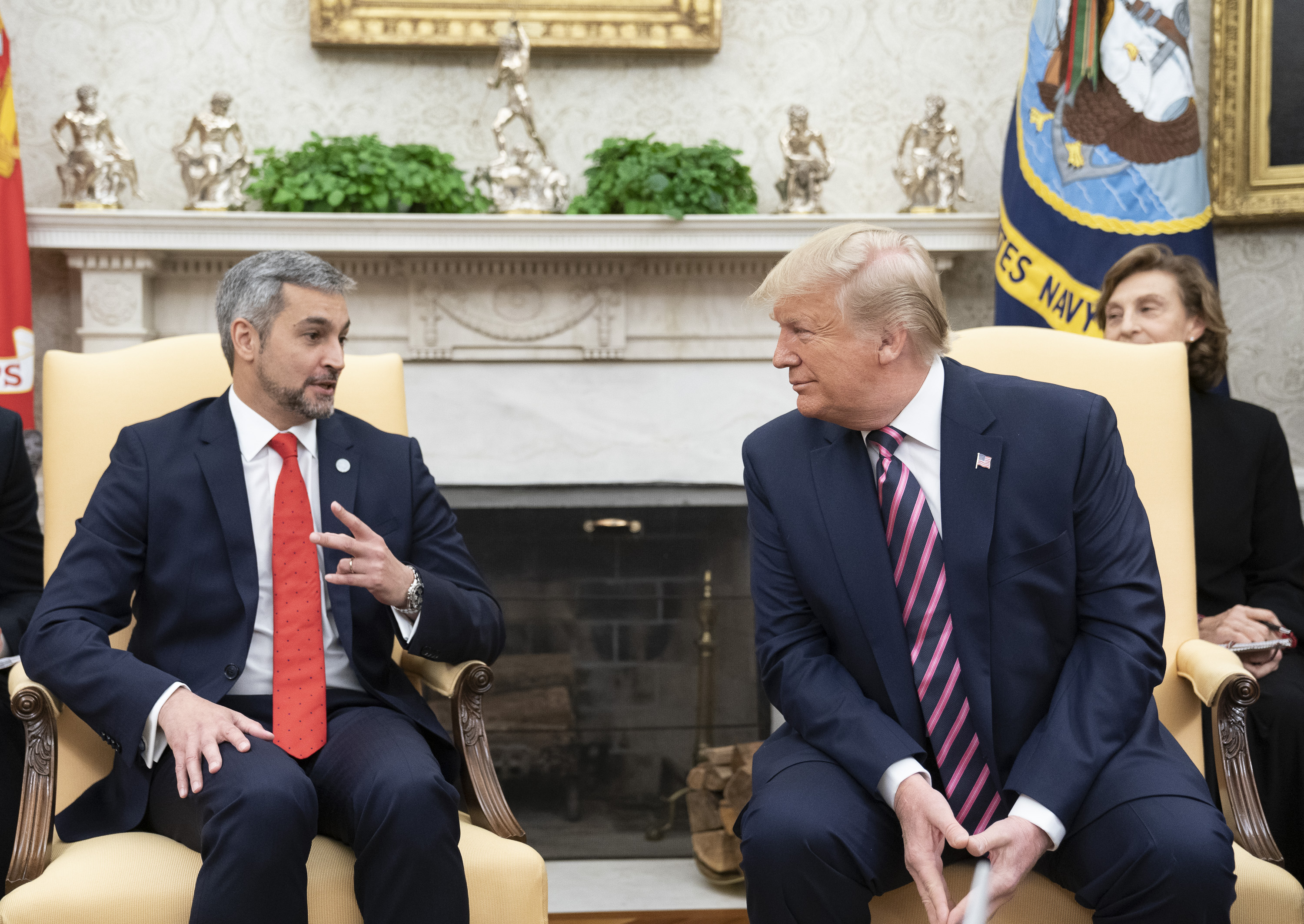
Il presidente degli Stati Uniti Donald Trump incontra il presidente del Paraguay Abdo Benítez nel dicembre 2019

A metà del 2019 si è trovato di fronte alla possibilità di una procedura di impeachment per aver firmato un accordo con il presidente brasiliano Jair Bolsonaro sulla diga di Itaipú, considerato chiaramente sfavorevole per il Paraguay. Alla fine ha annullato questo accordo, disinnescando il processo di impeachment.

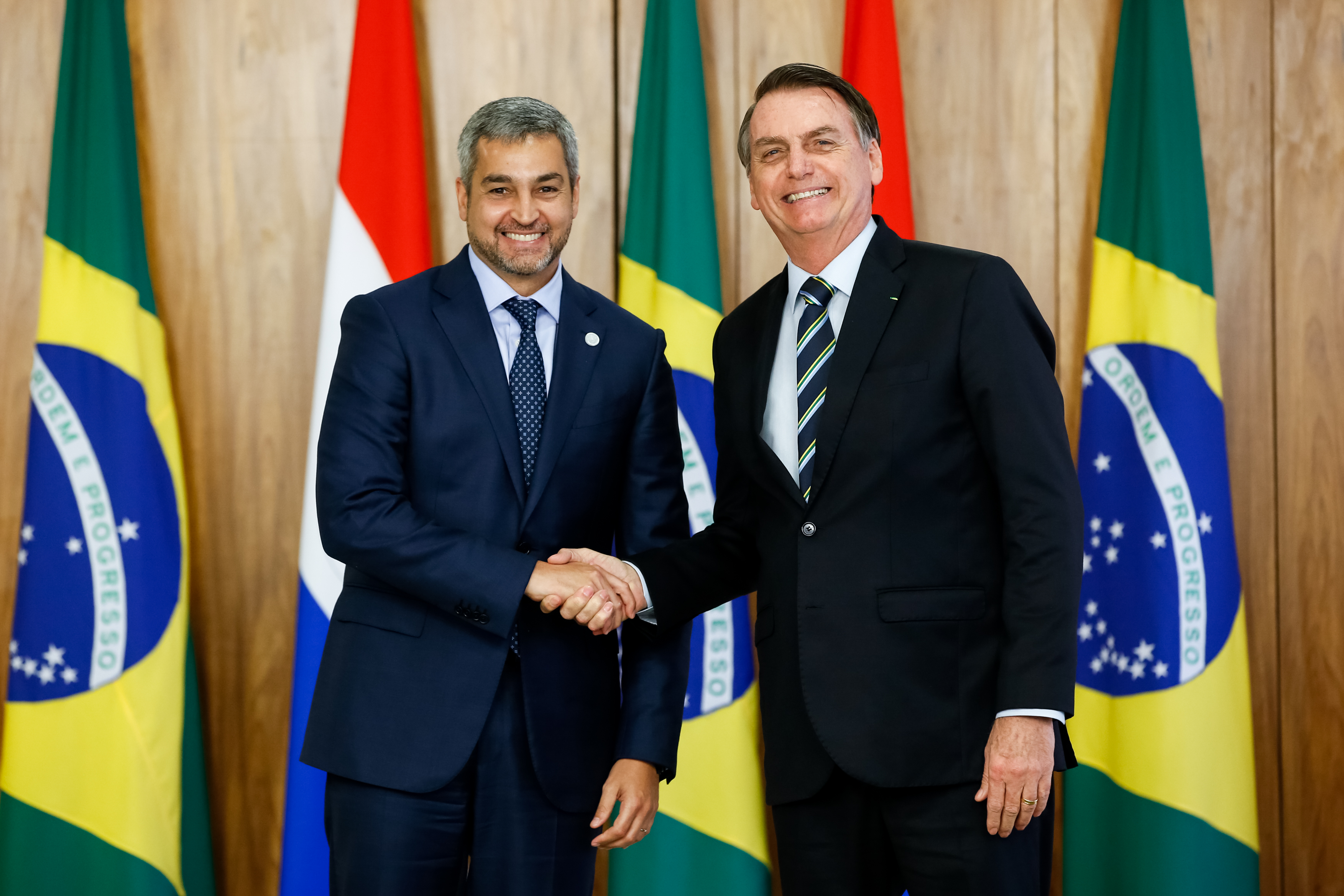
Abdo con il presidente del Brasile Jair Bolsonaro

Sulle questioni economiche, il governo Abdo Benítez prosegue la politica portata avanti da un secolo a favore dei grandi proprietari terrieri. Ha progettato una riforma fiscale che è stata approvata dal Congresso nel settembre 2019. Proprio quell'anno l'economia paraguaiana è entrata in recessione.
A un anno dal suo insediamento, il governo ha registrato un alto tasso di disapprovazione nei confronti della sua gestione (69,3% nell’agosto 2019).  Di conseguenza, la frase "Desastre ko Marito" (un misto di guaranì e spagnolo che significa più o meno "Marito è un disastro") si diffuse nell'uso,  generando merchandising. Abdo Benítez ha occasionalmente fatto riferimento scherzosamente alla frase.
Nel giugno 2022, l’81% degli intervistati ha valutato negativamente il presidente Mario Abdo Benítez. D'altro canto, circa il 70% degli intervistati ritiene che il Paraguay "abbia bisogno di cambiamenti profondi", il 19% pensa che abbia bisogno di stabilità e il 9% che il Paese abbia bisogno di cambiamenti moderati.
Nel settembre 2018, ha annullato la decisione del suo predecessore di trasferire l'ambasciata paraguaiana da Tel Aviv a Gerusalemme, dichiarando di non essere stato consultato e di aver preso questa decisione credendo che "agevolasse gli sforzi diplomatici per raggiungere una pace allargata, giusta e duratura in Medio Oriente". Questa decisione ha portato a tensioni con il governo israeliano, che ha risposto chiudendo la sua ambasciata in Paraguay.
Nel gennaio 2019, dopo che il presidente venezuelano Nicolás Maduro ha prestato giuramento per il suo secondo mandato presidenziale, ha annunciato la rottura dei rapporti diplomatici tra il suo paese e il Venezuela, richiamando i diplomatici paraguaiani da Caracas.
Persegue una politica considerata favorevole agli interessi dei grandi proprietari terrieri.

## Vita privata
Era sposato con Fátima María Díaz Benza, dalla quale ebbe due figli: Mario e Santiago. Ha poi divorziato e si è risposato con Silvana López Moreira nel 2007, con la quale ha avuto un figlio: Mauricio.